# Bataille de Vella Lavella
 (16 décembre 2017).
Le contenu est difficilement compréhensible vu les erreurs de traduction, qui sont peut-être dues à l'utilisation d'un logiciel de traduction automatique.
Seconde Guerre mondiale - Pacifique
Batailles
Terrestres : 
- Invasion de Tulagi
- Guadalcanal
- Opération Ke
- Nouvelle-Géorgie
- Vella Lavella
- Îles du Trésor
- Choiseul
- Bougainville
- Îles Green

Navales :
- Détroit de Blackett
- I-Go
- Bataille du golfe de Kula
- Kolombangara
- Golfe de Vella
- Vella Lavella (navale)
- Baie de l'Impératrice Augusta
- Horaniu
- Cap Saint-George

La bataille de Vella Lavella est une bataille de la Seconde Guerre mondiale. Elle s'est déroulée du 15 août au 6 octobre 1943 sur le théâtre d'opération de l'Océan Pacifique, sur l'île de Vella Lavella, dans l'archipel des Îles Salomon. Elle opposa le Japon aux forces alliées composées de marines américains, d'unités néo-zélandaises et fidjiennes.

## Histoire
L'opération a suivi la bataille de la Nouvelle-Géorgie qui était en train de s'achever.
Les combats sur Vella Lavella eurent lieu après la bataille de Nouvelle-Géorgie. Elle conduisit à l'évacuation des Japonais de Guadalcanal et les Alliés purent avancer vers les principaux ports japonais à Rabaul conformément au plan de l'opération Cartwheel. Après la perte de l'aérodrome de Munda Field au profit des forces américaines, les Japonais se retirèrent à Kolombangara et établirent une garnison de dix mille à douze mille hommes sous le commandement du général Noboru Sasaki. Le plan américain consistait en une attaque sur Kolombangara. Mais l'amiral William F. Halsey décida de contourner Kolombangara et les forces terrestres autour de Barakoma vers Vella Lavella, où les troupes américaines devaient capturer l'aérodrome japonais et développer une base navale.

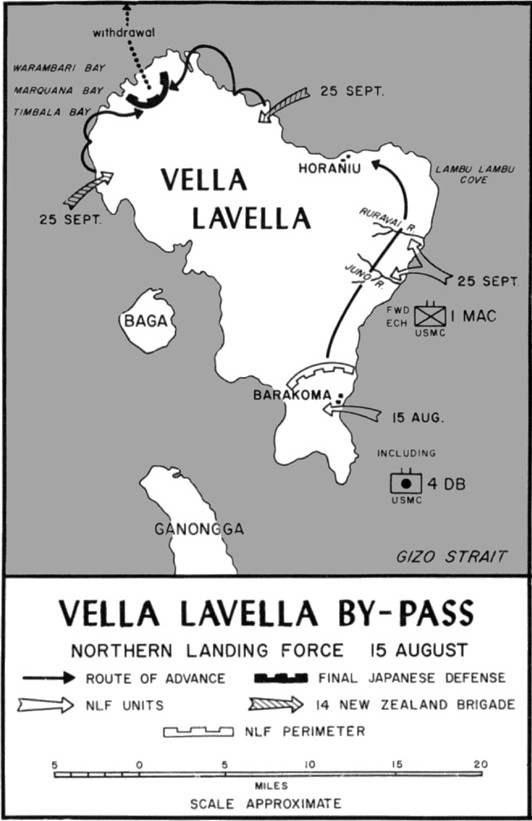
Carte de la bataille de Vella Lavella.

Située à soixante-cinq kilomètres au nord-ouest de Munda, Vella Lavella était l'île la plus septentrionale de la chaîne de Nouvelle-Géorgie et allait servir de tremplin aux opérations futures contre les forces japonaises sur les îles Shortland et Bougainville. Elle offrait également de meilleures perspectives de développement d'une base qu'à Kolombangara. En même temps, elle était assez proche des bases aériennes américaines de Munda.
Le 12 août, un détachement avancé composé de soldats du 103e régiment d'infanterie est envoyé de Guadalcanal à bord de quatre torpilleurs. En cours de route, les bateaux sont soumis à une attaque aérienne qui fait plusieurs victimes mais leurs équipages peuvent continuer leur chemin et sont accueillis par des indigènes en canoë. Comme des rapports ont été reçus indiquant une force japonaise plus importante que prévu près de la plage de débarquement, cette troupe est renforcée le 14 août par la 103e Division d'Infanterie. La troupe est chargée de tenir l'avant-garde de la force d'assaut et d'assurer la sécurité des prisonniers japonais dans les environs.
Le débarquement initial sur Vella Lavella est entrepris par une force d'environ quatre mille six cents membres des troupes américaines, commandée par le Brigadier Général Robert B. McClure. Les principaux éléments proviennent de la 35e Regimental Combat Team (RCT), commandée par le général Oscar Griswold. Ces troupes débarquent le 15 août et font partie d'un corps expéditionnaire placé sous le commandement du contre-amiral Theodore S. Wilkinson. Ce corps expéditionnaire se compose de plusieurs navires. En réplique à ce débarquement, les Japonais envoyèrent un grand nombre de chasseurs Zero et de bombardiers en piqué Val. Ils attaquent vers midi mais sont chassés par des tirs antiaériens. Une autre tentative en fin de journée est également vaine. Sur le trajet de retour, les avions japonais sont attaqués par des Corsairs des Marines qui ont été chargés de mener une mission de mitraillage autour de Kahili. Les pertes américaines lors de ces attaques japonaises sont légères, aucun navire américain n'est coulé et seuls deux avions américains de défense sont abattus, contre des pertes japonaises entre dix-sept et quarante-quatre avions.
Les pertes lors du débarquement initial sont de douze morts et cinquante blessés pour les Américains. Après les combats, les Américains établissent une tête de pont et entreprennent des opérations de réapprovisionnement. Pendant ce temps, les Japonais décident de ne pas contre-attaquer, préférant évacuer l'île. Un groupe de destroyers japonais, Sazanami, Hamakaze, Shigure et Isokaze, commandé par le contre-amiral Matsuji Ijuin, quitte Rabaul, tandis qu'un groupe de renforts américains est également envoyé pour sécuriser Horaniu. Ce groupe se compose de deux compagnies du 13e Régiment d'Infanterie, au sein d'une troupe combinée de trois cent quatre-vingt-dix soldats et d'un peloton du Special Naval Landing Force.
En réplique, quatre destroyers américains, Nicholas, O'Bannon, Taylor et Chevalier, quittèrent Purvis Bay sous le commandement du capitaine Thomas J. Ryan. Le 18 août, au cours de la bataille d'Horaniu, des destroyers américains et japonais s'affrontent : deux destroyers japonais sont endommagés et plusieurs corvettes détruites. Pendant que ces combats se déroulent en mer, les péniches japonaises chargées de troupes se dirigent vers la côte nord, où elles se dissimulent. Elles parviennent à Horaniu le lendemain. Alors que les Japonais travaillent à l'établissement de leur dépôt de barges, deux renforts supplémentaires américains de troupes et de fournitures sont envoyés à Barakoma, les 17 et 20 août. Ceux-ci sont soumis à d'autres attaques aériennes japonaises et le destroyer USS Philip entre accidentellement en collision avec l'USS Waller. 
Gordan Rottman a écrit que la troupe japonaise de Vella Lavella avait finalement atteint sept cent cinquante hommes. Jon Diamond fournit un chiffre plus élevé, indiquant que mille Japonais se trouvaient sur l'île.
Pendant que l'action principale se déroule sur mer et dans les airs, les troupes américaines, au sol, travaillent à améliorer les défenses autour de la tête de pont et entament des opérations de patrouille. Fin août, une patrouille de reconnaissance américaine, à la recherche d'un emplacement approprié pour un site radar, découvre une forte concentration de troupes japonaises autour de Kokolope Bay. Le commandant américain McClure commence alors une avancée le long de la côte est de l'île, avec l'appui de guides autochtones et d'un petit groupe d'éclaireurs fidjiens, visant à s'emparer de Kokolope Bay afin de sécuriser le site radar. Alors que les troupes du 1er Bataillon du 35e Régiment d’Infanterie poussent au-delà de leur tête de pont, un bataillon du 145e Régiment d'Infanterie arrive de Nouvelle-Géorgie pour garder le périmètre. Le 3e Bataillon, le 35e Régiment d'Infanterie et le 64e Bataillon d'Artillerie de Campagne ont également rejoint le front de la côte est. Plusieurs escarmouches ont lieu mais dans la majorité des cas les Japonais cherchent à éviter un engagement décisif. Le 14 septembre, Horaniu est conquise après que la garnison japonaise s'est retirée au nord-est de l'île.
À la mi-septembre, les Américains sont relevés par les Néo-Zélandais de la 3e Division du général de division Harold Barrowclough. La 14e Brigade néo-zélandaise, composée d'environ trois mille sept cents hommes et placée sous le commandement du brigadier Leslie Potter, effectue une série d'opérations amphibies et de marches de fond pour traverser les zones côtières et sécuriser chaque secteur par des patrouilles. Deux bataillons d'infanterie, le 35e et le 37e, chacun affecté à huit péniches de débarquement, organisent une opération en tenaille pour prendre au piège la garnison japonaise de six cents hommes, tandis que le 30e Bataillon d'Infanterie est maintenu en réserve autour de la principale concentration de troupes au sud de l'île.
Au départ de la plage de Maravari, le 21 septembre, les Néo-Zélandais établissent leurs zones avancées autour de Matu Soroto et Boro, puis, le 25 septembre, commencent leur progression. Au cours des dix jours qui suivent, les Néo-Zélandais mènent une série d'actions mineures pendant que le 35e Bataillon d'Infanterie progresse sur la côte ouest et que le 37e remonte par l'est. Le 35e Bataillon remonte jusqu'à la baie de Pakoi, se dirige ensuite vers la baie de Timbala, et attaque la principale garnison japonaise, qui se retire sur les deux fronts. Plusieurs patrouilles alliées sont lancées en avant pour bloquer les itinéraires de retrait présumés en direction de la baie de Marquana. Ces patrouilles sont bientôt attaquées par les Japonais, et coupées du reste des troupes, mais deux pelotons sont envoyés pour les secourir. Ceux-ci se heurtent également à l'ennemi, et sont obligés de rebrousser chemin. La décision est prise d'attendre que le 37e Bataillon rejoigne la 35e avant de donner l'assaut. 
Pendant que les pelotons attendent, d'autres patrouilles sont envoyées, et les patrouilles embusquées se fraient un chemin à travers les lignes japonaises, leur infligeant de lourdes pertes ; elles sont ensuite récupérées par barges. Le 5 octobre, les Alliés libèrent la baie de Warambari après de violents combats. Le jour suivant, les deux bataillons néo-zélandais sont sur le point de se rejoindre, après avoir repoussé les Japonais dans une petite poche, qui se réduit encore lorsque, dans l'après-midi du 6 octobre, le 37e Bataillon atteint Mende Point. Un assaut à grande échelle contre les Japonais autour de Marziana Point est programmé ; un barrage épais est constitué sur la position. Cependant, l'apparition de l'aviation nippone a fait taire les canons et, pendant toute la nuit, la garnison japonaise est évacuée de l'île, imitant le retrait de Kolombangara entre le 28 septembre et le 4 octobre.

## Notes et références

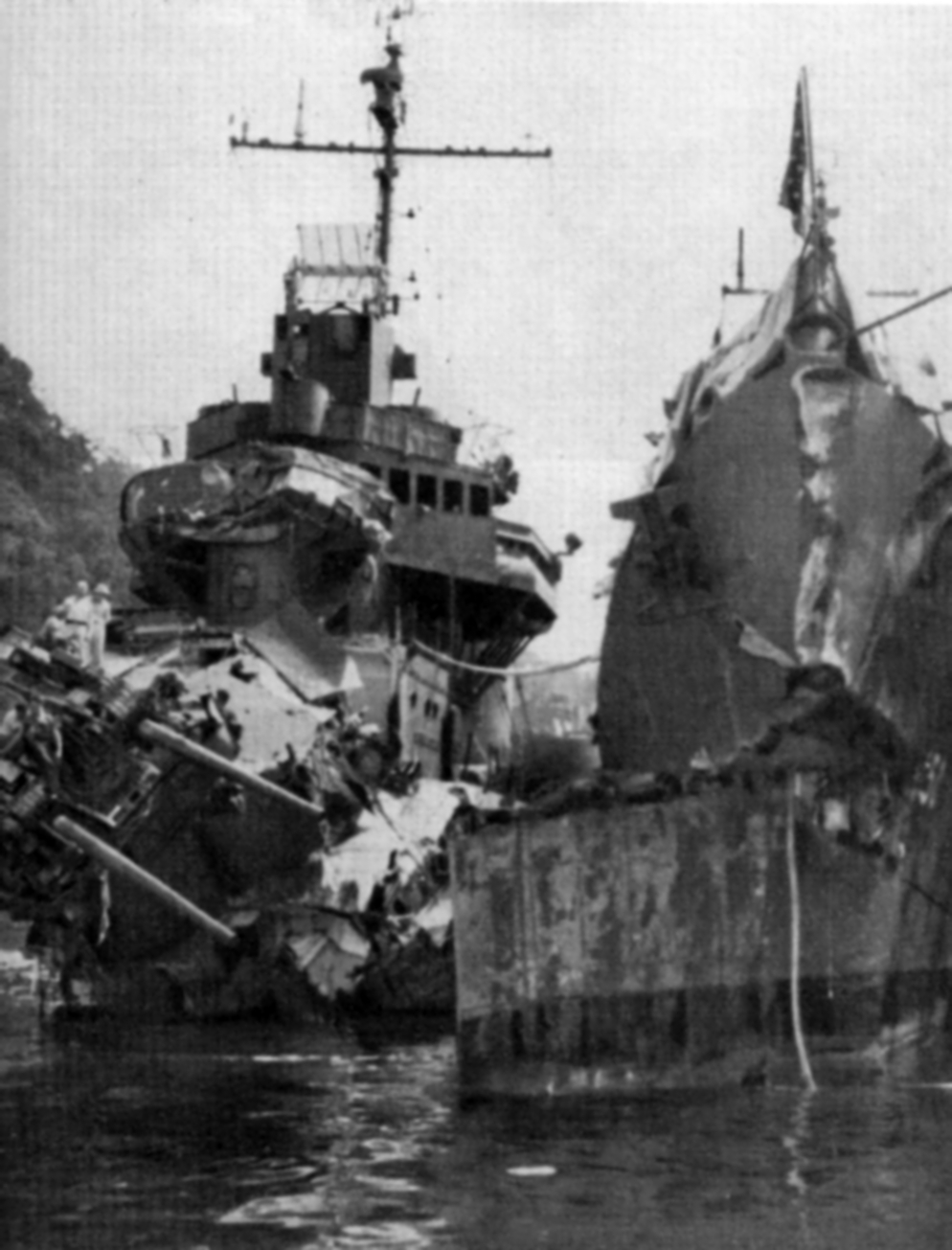
Les destroyers américains et endommagés après la bataille (7 octobre). Un autre destroyer, le, avait été coulé la veille.